# Tekniikan Maailma
Tekniikan Maailma, förkortning TM, är en finländsk biltidning. Tidskriften ges ut av Otavamedia Oy och hade en upplaga på 113 834 exemplar år 2014.

## Redaktörer
- Reijo Ruokanen, 2016–2024
- Sami Rainisto 2024–